# YAM FM
YAM FM was een commercieel Nederlands radiostation gevestigd in Amersfoort. YAM FM was in zijn laatste maanden tot juli 2006 een internetradiostation dat zich volledig richtte op jongeren van 10 tot 24 jaar met de nadruk op 16 t/m 19. De muziek bestreek voor 35% de top 40, maar bestond verder uit R&B en Dance.

## Uitzendingen
In november 2001 kwam Johan Blom met de plannen voor jongerenstation Yam Radio. Een jaar later, in december 2002, ging het station van start als YAM FM op de kabel van Gouda. Dit was mogelijk vanwege het ontbreken van een programmaraad. Het programma mocht een half jaar proefdraaien op de kabel. Daarna werden kabelexploitanten in heel Nederland benaderd.
Plannen om etherfrequenties te bemachtigen bleken niet haalbaar, maar YAM FM wist wel een groot aantal kabelaansluitingen te bemachtigen. juli 2004 was YAM FM in 3,8 miljoen huishoudens te beluisteren (waaronder Amsterdam en Rotterdam).
YAM FM was medio 2005 in een groot deel van Nederland via de kabel te ontvangen. Het doelgroepbereik binnen de kabel bleek echter tegen te vallen. Jongeren luisterden vrij weinig via de kabel naar de radio en als er in huis een kabelaansluiting was, werd deze zelden tot nooit doorgetrokken naar de slaapkamer van de kinderen. YAM FM besloot daarom de overstap naar internetradio te maken, wat ook financiële voordelen had. Daarom stond YAM per 1 juli 2005 zijn kabelfrequenties af aan de Urban zender Juize.FM, het zusterstation van Radio 538. YAM FM gaf aan op deze manier beter op de ontwikkelingen in radioland in te willen spelen en een grotere doelgroep te willen bereiken. YAM FM was gelanceerd als jongerenpopzender en ging al snel aandacht besteden aan Urban Music. Ook Juize.FM specialiseerde zich in dit genre, waardoor een samenwerking met Juize.FM voor de hand lag. YAM meldde hierover dat na overname door Juize.FM, de zenders vanaf juli 2005 een start maken met gepresenteerde programma’s. Overigens werd er in de laatste maanden van YAM FM nauwelijks meer gepresenteerd. Ook het satellietbereik via YAM FM werd opgedoekt. 
In mei en juni 2005 probeerde YAM FM zich te ontwikkelen tot volwaardig jongerenstation op internet, met o.a. naschoolse programma’s en doelgroepgerichte items. In juli 2006 moest het station vanwege financiële problemen echter alsnog stoppen.

## DJ's
- Herbert Codée met het programma "Code Herbert"
- Klaas van Kruistum met het programma "Klaas voor de start"
- Henk van Steeg met het programma "Henk en ik"
- Elmar Haneveld als sidekick bij het programma "Henk en ik"
- Jolien Veldwijk met het programma "JolienFM"